# Винздорское соглашение
Виндзорское соглашение — секретная англо-португальская декларация. Подписана 14 октября 1899 года в Виндзоре английским министром иностранных дел Солсбери и португальским послом в Лондоне Совералом. Декларация гарантировала неприкосновенность территории Португалии и её колоний и содержала:
1. Выдержку из преамбулы англо-португальского договора от 29. I 1642 (об установлении дружеских отношений между Португалией и Англией).
2. Текст секретной статьи договора от 23. VI 1661, согласно которой Англия обязывалась защищать от посягательств любой державы все владения португальской короны.
3. Обязательство Португалии не пропускать через территорию своих африканских колоний войска и военное снаряжение и материалы для бурских республик.

Виндзорское соглашение явилось следствием отказа Англии от планов англо-германского раздела португальских колоний, обсуждавшихся в 1898. В то же время оно должно было укрепить английские позиции в Африке в период англо-бурской войны.